# Championnat du Qatar de football 2007-2008
Navigation
Saison précédente Saison suivante
La saison 2007-2008 du Championnat du Qatar de football est la quarante-quatrième édition du championnat national de première division au Qatar. Les dix meilleures équipes du pays sont regroupées au sein d'une poule unique où elles s'affrontent trois fois au cours de la saison. En fin de saison, le dernier du classement est relégué et remplacé par le champion de deuxième division.
C'est le club d'Al-Gharafa Sports Club qui remporte la compétition, après avoir terminé en tête du classement final, avec neuf points d'avance sur le double tenant du titre, Sadd Sports Club et douze sur Umm Salal SC. C'est le 5e titre de champion du Qatar de l'histoire du club.

## Qualifications continentales
Le vainqueur du championnat ainsi que le gagnant de la Coupe du Qatar se qualifient pour la Ligue des champions. Si un club réalise le doublé, c'est le vice-champion qui obtient sa qualification. 
De plus, les deux meilleurs clubs au classement non qualifiés pour la Ligue des champions participent à la Coupe des clubs champions du golfe Persique.

## Les clubs participants
| - Al-Rayyan SC - Al-Arabi Sports Club - Al-Sailiya Sports Club - Promu de D2 - Al-Khor Sports Club - Al-Gharafa Sports Club | - Qatar SC - Sadd Sports Club - Umm Salal SC - Al Shamal - Al-Wakrah Sports Club |

## Compétition

### Classement
Le classement est établi sur le barème de points classique (victoire à 3 points, match nul à 1, défaite à 0).
| Rang | Équipe                     | Pts | J  | G  | N | P  | Bp | Bc | Diff |
| ---- | -------------------------- | --- | -- | -- | - | -- | -- | -- | ---- |
| 1    | Al-Gharafa Sports Club     | 62  | 27 | 20 | 2 | 5  | 72 | 35 | +37  |
| 2    | Sadd Sports Club (T)       | 53  | 27 | 16 | 5 | 6  | 54 | 38 | +16  |
| 3    | Umm Salal SC (C)           | 50  | 27 | 16 | 2 | 9  | 45 | 36 | +9   |
| 4    | Qatar SC                   | 46  | 27 | 14 | 4 | 9  | 53 | 38 | +15  |
| 5    | Al-Rayyan SC               | 39  | 27 | 12 | 3 | 12 | 39 | 42 | -3   |
| 6    | Al-Arabi Sports Club       | 33  | 27 | 8  | 9 | 10 | 37 | 35 | +2   |
| 7    | Al-Khor Sports Club        | 28  | 27 | 8  | 4 | 15 | 35 | 48 | -13  |
| 8    | Al-Sailiya Sports Club (P) | 27  | 27 | 7  | 6 | 14 | 33 | 46 | -13  |
| 9    | Al-Wakrah Sports Club      | 27  | 27 | 7  | 6 | 14 | 41 | 67 | -26  |
| 10   | Al Shamal                  | 18  | 27 | 5  | 3 | 19 | 27 | 51 | -24  |

|  | Qualification pour la Ligue des champions de l'AFC 2009                      |
|  | Qualification pour la Coupe des clubs champions du golfe Persique 2008       |
|  | Relégation directe en deuxième division                                      |
|  | (T) : Tenant du titre (C) : Vainqueur de la Coupe du Qatar (P) : Promu de D2 |

## Bilan de la saison
| Championnat du Qatar de football 2007-2008                        |                                   |
| Champion                                                          | Al-Gharafa Sports Club (5e titre) |
| Coupes et trophées                                                |                                   |
| Vainqueur de la Coupe du Qatar 2007-2008                          | Umm Salal SC                      |
| Qualifications continentales                                      |                                   |
| Ligue des champions de l'AFC 2009                                 | Al-Gharafa Sports Club            |
| Ligue des champions de l'AFC 2009                                 | Umm Salal SC                      |
| Coupe des clubs champions du golfe Persique 2008                  | Al-Khor Sports Club               |
| Promotions et relégations                                         |                                   |
| Promus en Qatar Stars League                                      | Al Kharitiyath Sports Club        |
| Relégués en Championnat du Qatar de football de deuxième division | Al Shamal                         |